# 우노 마사루
우노 마사루(일본어: 宇野 勝, 1958년 5월 30일 ~ )는 일본의 전 프로 야구 선수이자 야구 지도자, 야구 해설가·평론가이다.
애칭은 ‘우 양’(ウーやん)이며 현역 시절 주니치 드래곤스와 지바 롯데 마린스에서 활약했고 1984년 일본 프로야구 유일한 유격수 홈런왕이 됐으며 1985년 41홈런으로 역대 일본 프로야구 유격수 단일시즌 최다 홈런 기록을 갱신했다.
하지만, 본인(우노) 이후 아시아 프로야구 유격수 홈런왕 명맥이 끊겼으나 1990년 장종훈 (28개)(한국) 루이스 이글레시아스 (18개)(대만) 2009년 린즈성 (31개)(대만) 2012년 린즈성(24개)(대만)이 아시아 프로야구 유격수 홈런왕을 차지했다.

## 상세 정보

### 출신 학교
- 지바 현립 조시 상업고등학교

### 선수 경력
- 주니치 드래곤스(1977년 ~ 1992년)
- 지바 롯데 마린스(1993년 ~ 1994년)

### 지도자·기타 경력
- 주니치 드래곤스 1군 타격 코치(2004년 ~ 2008년, 2012년)
- 주니치 드래곤스 2군 타격 코치 겸 종합 코치(2013년)

### 수상·타이틀 경력

#### 타이틀
- 홈런왕 : 1회(1984년)

#### 수상
- 베스트 나인 : 3회(1982년, 1984년, 1987년)
- 일본 시리즈 감투상 : 1회(1988년)
- 월간 MVP : 4회(1983년 8월, 1984년 8월, 1987년 4월, 1990년 7월)

### 개인 기록

#### 첫 기록
- 첫 출장 : 1977년 7월 29일, 대 야쿠르트 스왈로스 12차전(나고야 구장), 8회초에 유격수로서 출장
- 첫 선발 출장 : 1978년 6월 1일, 대 야쿠르트 스왈로스 7차전(시즈오카 구사나기 구장), 7번·유격수로서 선발 출장
- 첫 안타·첫 타점 : 상동, 4회말에 마쓰오카 히로무로부터
- 첫 홈런 : 1978년 9월 26일, 대 한신 타이거스 25차전(나고야 구장), 4회말에 다니무라 도모히로로부터 2점 홈런

#### 기록 달성 경력
- 통산 100홈런 : 1983년 8월 18일, 대 야쿠르트 스왈로스 18차전(메이지 진구 야구장), 6회초에 사카이 게이이치로부터 중월 솔로 홈런 ※역대 126번째
- 통산 150홈런 : 1985년 5월 6일, 대 한신 타이거스 6차전(한신 고시엔 구장), 5회초에 이케다 지카후사로부터 좌월 솔로 홈런 ※역대 76번째
- 통산 1000경기 출장 : 1987년 4월 14일, 대 히로시마 도요 카프 1차전(나고야 구장), 6번·유격수로서 선발 출장 ※역대 268번째
- 통산 200홈런 : 1987년 4월 18일, 대 한신 타이거스 2차전(나고야 구장), 6회말에 이케다 지카후사로부터 2점 홈런 ※역대 51번째
- 통산 1000안타 : 1987년 10월 8일, 대 한신 타이거스 26차전(한신 고시엔 구장), 1회초에 이토 후미타카로부터 중전 안타 ※역대 149번째
- 통산 250홈런 : 1989년 5월 10일, 대 히로시마 도요 카프 4차전(나고야 구장), 2회말에 나가토미 히로시로부터 선제 솔로 홈런 ※역대 29번째
- 통산 1500경기 출장 : 1991년 4월 14일, 대 요코하마 다이요 웨일스 2차전(나가라가와 구장), 7번·3루수로서 선발 출장 ※역대 98번째
- 통산 300홈런 : 1991년 5월 3일, 대 야쿠르트 스왈로스 6차전(나고야 구장), 4회말에 팀 버트사스로부터 우월 2점 홈런 ※역대 21번째
- 통산 1500안타 : 1991년 10월 15일, 대 히로시마 도요 카프 25차전(나고야 구장), 2회말에 가와시마 겐으로부터 ※역대 62번째

#### 기타
- 10경기 연속 타점(1984년 8월 2일 ~ 8월 14일)
- 10타석 연속 볼넷(1984년 10월 3일 ~ 10월 5일)
- 23경기 연속 삼진(1991년 6월 9일 ~ 7월 14일)
- 올스타전 출장 : 3회(1987년, 1989년, 1993년)

### 등번호
- 43(1977년 ~ 1978년)
- 7(1979년 ~ 1992년)
- 2(1993년)
- 49(1994년)
- 77(2004년 ~ 2008년)
- 73(2012년 ~ 2013년)

### 연도별 타격 성적
| 연 도       | 소 속       | 경 기 | 타 석 | 타 수 | 득 점 | 안 타 | 2 루 타 | 3 루 타 | 홈 런 | 루 타 | 타 점 | 도 루 | 도 루 자 | 희 생 번 | 희 생 플 | 볼 넷 | 고 4 | 사 구 | 삼 진 | 병 살 타 | 타 율 | 출 루 율 | 장 타 율 | O P S |
| ----------- | ----------- | ----- | ----- | ----- | ----- | ----- | ------- | ------- | ----- | ----- | ----- | ----- | -------- | -------- | -------- | ----- | ---- | ----- | ----- | -------- | ----- | -------- | -------- | ----- |
| 1977년      | 주니치      | 2     | 0     | 0     | 0     | 0     | 0       | 0       | 0     | 0     | 0     | 0     | 0        | 0        | 0        | 0     | 0    | 0     | 0     | 0        | ----  | ----     | ----     | ----  |
| 1978년      | 주니치      | 26    | 55    | 48    | 6     | 10    | 2       | 0       | 3     | 21    | 7     | 1     | 0        | 1        | 0        | 6     | 0    | 0     | 14    | 1        | .208  | .296     | .438     | .734  |
| 1979년      | 주니치      | 122   | 395   | 359   | 42    | 95    | 14      | 2       | 12    | 149   | 37    | 4     | 8        | 5        | 2        | 21    | 6    | 8     | 74    | 4        | .265  | .318     | .415     | .733  |
| 1980년      | 주니치      | 121   | 444   | 408   | 40    | 100   | 22      | 0       | 12    | 158   | 44    | 3     | 7        | 9        | 0        | 21    | 4    | 6     | 71    | 10       | .245  | .292     | .387     | .679  |
| 1981년      | 주니치      | 128   | 475   | 429   | 62    | 121   | 18      | 3       | 25    | 220   | 70    | 6     | 7        | 12       | 5        | 26    | 2    | 3     | 85    | 8        | .282  | .324     | .513     | .837  |
| 1982년      | 주니치      | 125   | 481   | 446   | 57    | 117   | 15      | 0       | 30    | 222   | 69    | 4     | 8        | 1        | 2        | 29    | 3    | 3     | 91    | 8        | .262  | .310     | .498     | .808  |
| 1983년      | 주니치      | 129   | 516   | 457   | 71    | 123   | 21      | 2       | 27    | 229   | 64    | 9     | 7        | 4        | 3        | 47    | 4    | 5     | 97    | 9        | .269  | .342     | .501     | .843  |
| 1984년      | 주니치      | 130   | 531   | 458   | 74    | 116   | 8       | 0       | 37    | 235   | 87    | 13    | 7        | 7        | 5        | 59    | 7    | 2     | 117   | 14       | .253  | .338     | .513     | .851  |
| 1985년      | 주니치      | 130   | 550   | 486   | 82    | 133   | 17      | 2       | 41    | 277   | 91    | 5     | 6        | 2        | 4        | 56    | 6    | 2     | 98    | 14       | .274  | .349     | .570     | .918  |
| 1986년      | 주니치      | 83    | 340   | 308   | 31    | 65    | 10      | 0       | 10    | 105   | 26    | 7     | 8        | 1        | 2        | 29    | 1    | 0     | 71    | 7        | .211  | .277     | .341     | .618  |
| 1987년      | 주니치      | 130   | 534   | 471   | 72    | 127   | 20      | 0       | 30    | 237   | 80    | 9     | 10       | 0        | 2        | 61    | 4    | 0     | 75    | 21       | .270  | .352     | .503     | .855  |
| 1988년      | 주니치      | 130   | 528   | 465   | 68    | 129   | 28      | 0       | 18    | 211   | 76    | 8     | 12       | 3        | 6        | 54    | 1    | 0     | 78    | 15       | .277  | .349     | .454     | .802  |
| 1989년      | 주니치      | 119   | 488   | 437   | 66    | 133   | 22      | 0       | 25    | 230   | 68    | 2     | 7        | 6        | 5        | 39    | 3    | 1     | 82    | 15       | .304  | .359     | .526     | .885  |
| 1990년      | 주니치      | 119   | 510   | 454   | 66    | 131   | 22      | 0       | 27    | 234   | 78    | 4     | 2        | 1        | 2        | 52    | 2    | 1     | 105   | 14       | .289  | .361     | .515     | .877  |
| 1991년      | 주니치      | 125   | 478   | 428   | 56    | 102   | 18      | 3       | 26    | 204   | 74    | 2     | 3        | 2        | 3        | 43    | 2    | 2     | 112   | 11       | .238  | .309     | .477     | .785  |
| 1992년      | 주니치      | 110   | 378   | 335   | 32    | 80    | 8       | 1       | 11    | 123   | 52    | 1     | 4        | 0        | 1        | 42    | 1    | 0     | 86    | 5        | .239  | .323     | .367     | .690  |
| 1993년      | 지바 롯데   | 59    | 185   | 166   | 12    | 30    | 3       | 1       | 3     | 44    | 9     | 0     | 0        | 2        | 1        | 16    | 0    | 0     | 43    | 1        | .181  | .251     | .265     | .516  |
| 1994년      | 지바 롯데   | 14    | 38    | 33    | 3     | 8     | 1       | 0       | 1     | 12    | 4     | 0     | 0        | 1        | 0        | 4     | 0    | 0     | 7     | 0        | .242  | .324     | .364     | .688  |
| 통산 : 18년 | 통산 : 18년 | 1802  | 6926  | 6188  | 840   | 1620  | 249     | 14      | 338   | 2911  | 936   | 78    | 96       | 57       | 43       | 605   | 46   | 33    | 1306  | 157      | .262  | .329     | .470     | .799  |

- 굵은 글씨는 시즌 최고 성적.